# Charektar
Charektar, (in armeno Չարեքտար?, in azero Çərəktar) è una piccola comunità rurale del distretto di Kəlbəcər, in Azerbaigian, fino al 2024 appartenente alla regione di Shahumian nella repubblica di Artsakh (fino al 2017 denominata repubblica del Nagorno Karabakh).
Nel 2005 contava poco più di duecento abitanti e sorge lungo la strada che collega Martakert al capoluogo regionale Karvachar.
Sorge nella stretta valle scavata dal fiume Tartar. Nei paraggi si trova il monastero di Mesropavank.
Fu teatro di violenti combattimenti durante la battaglia di Kelbajar.

## Galleria d'immagini

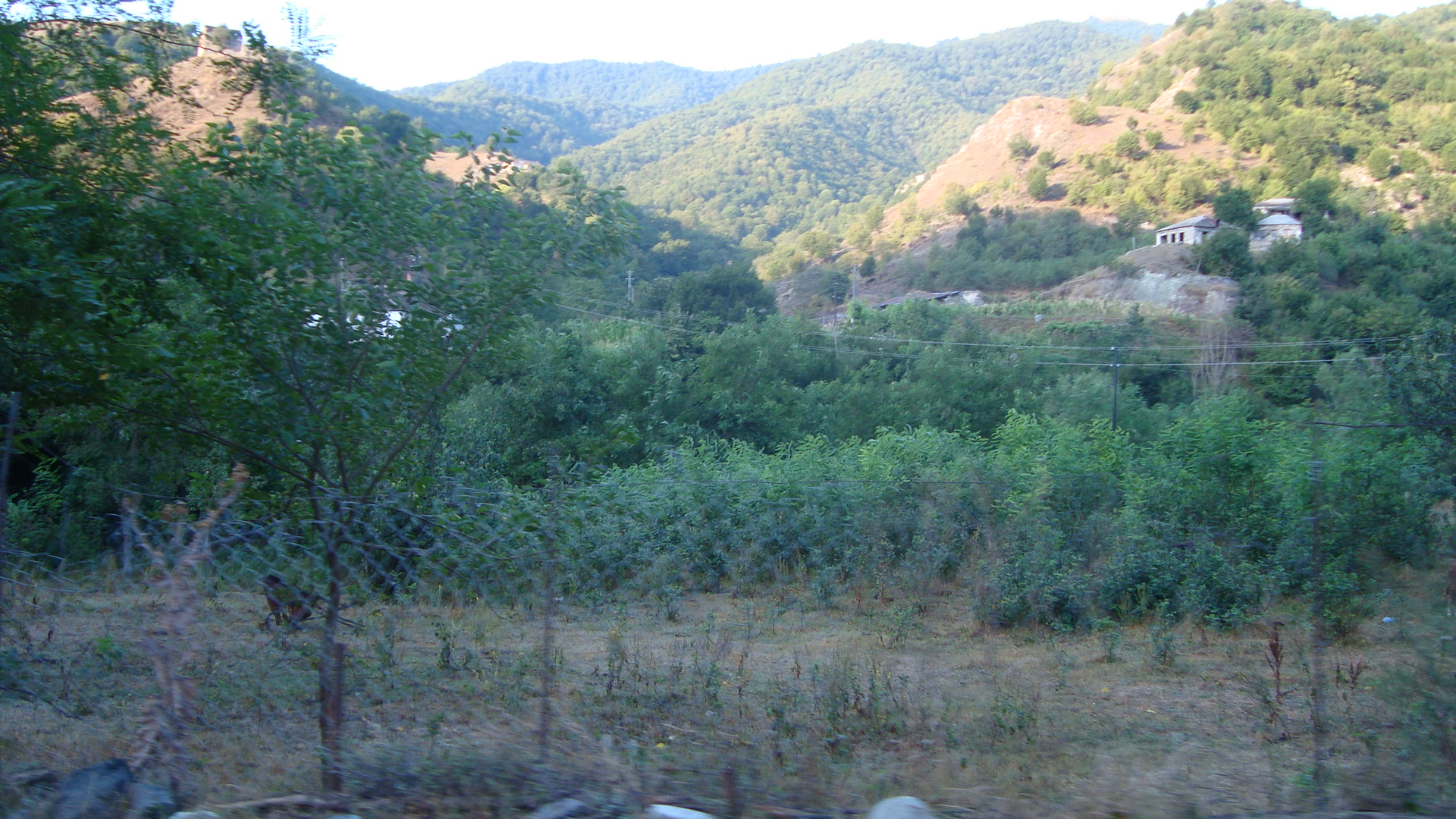
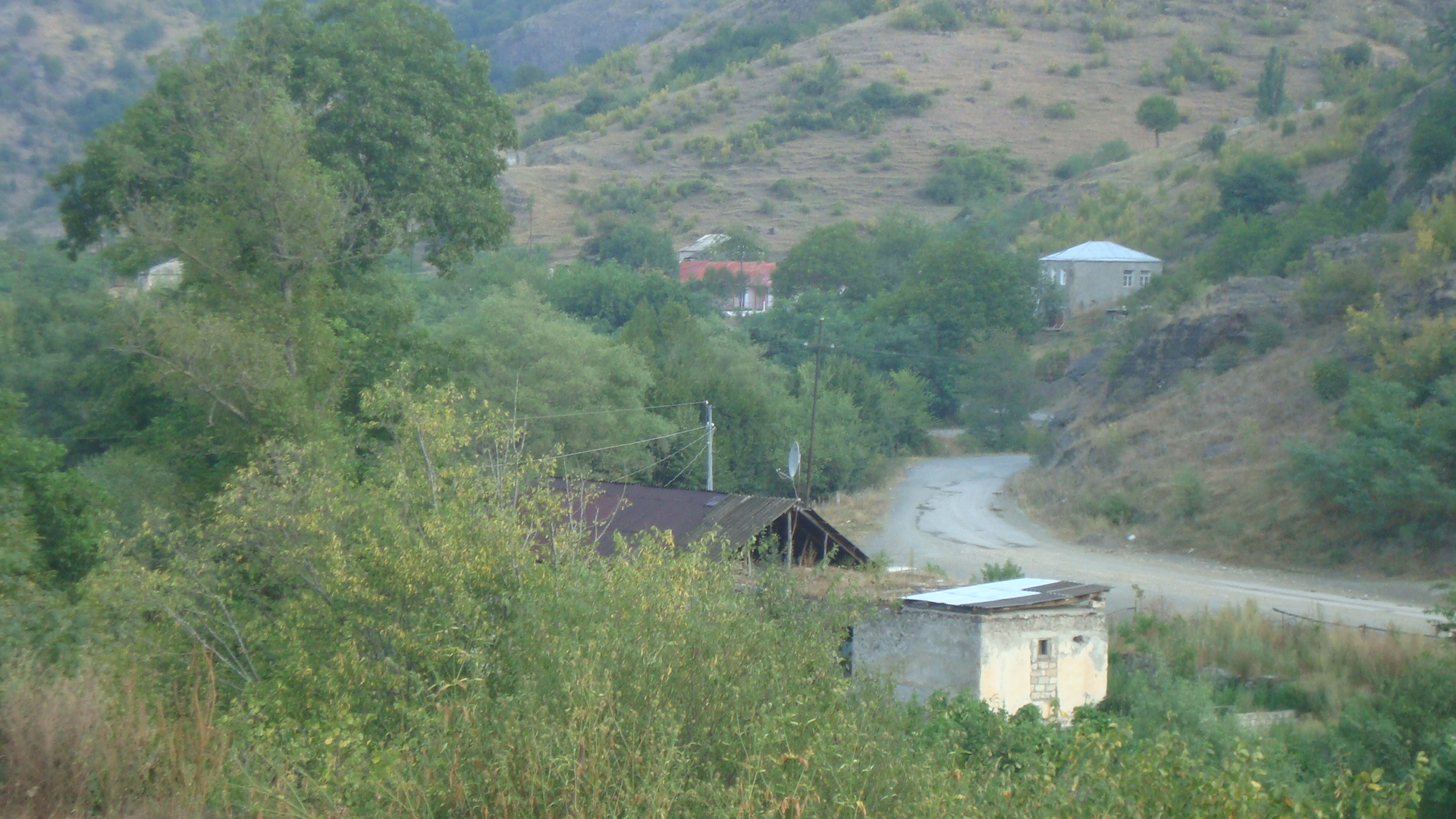
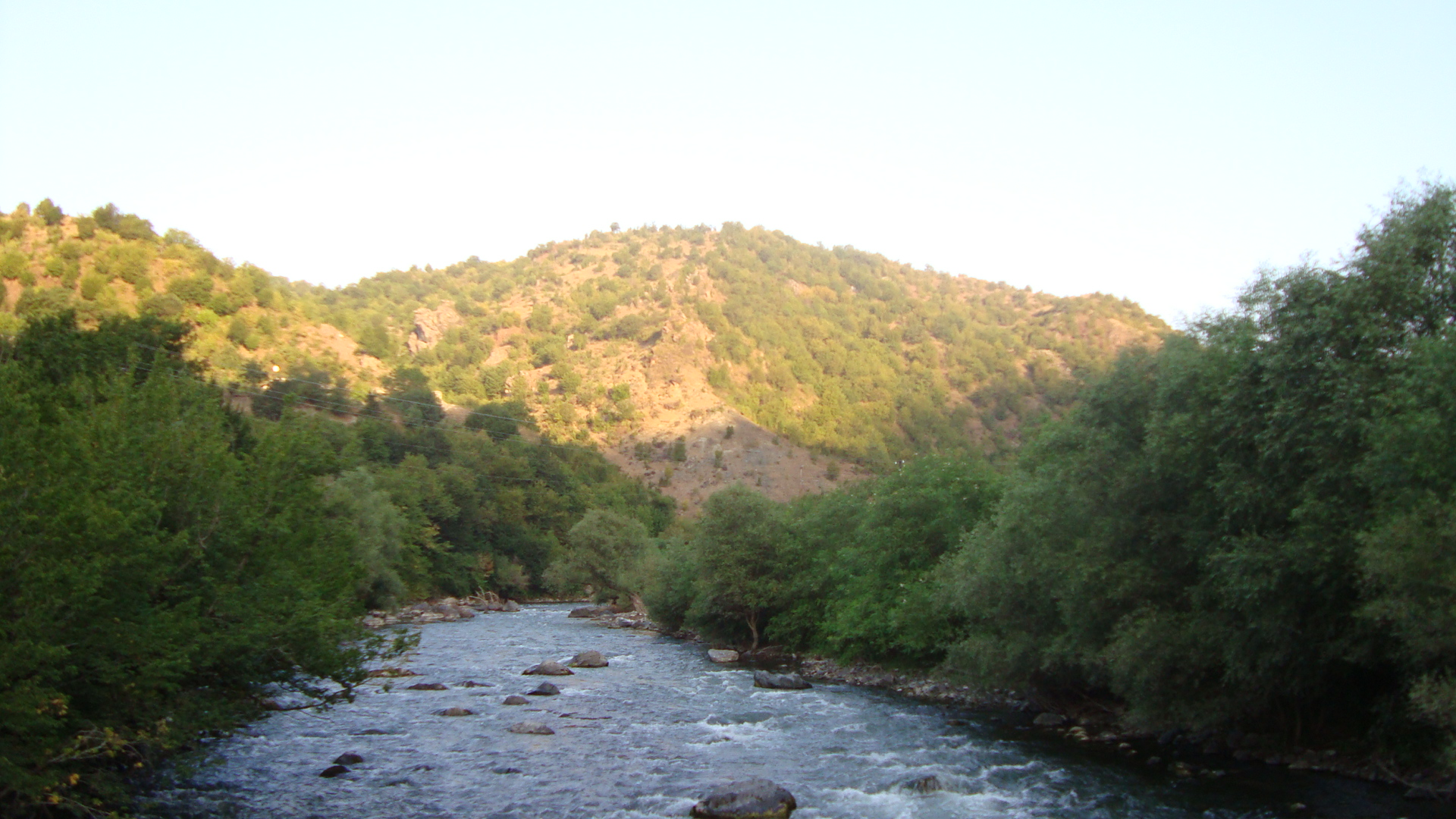
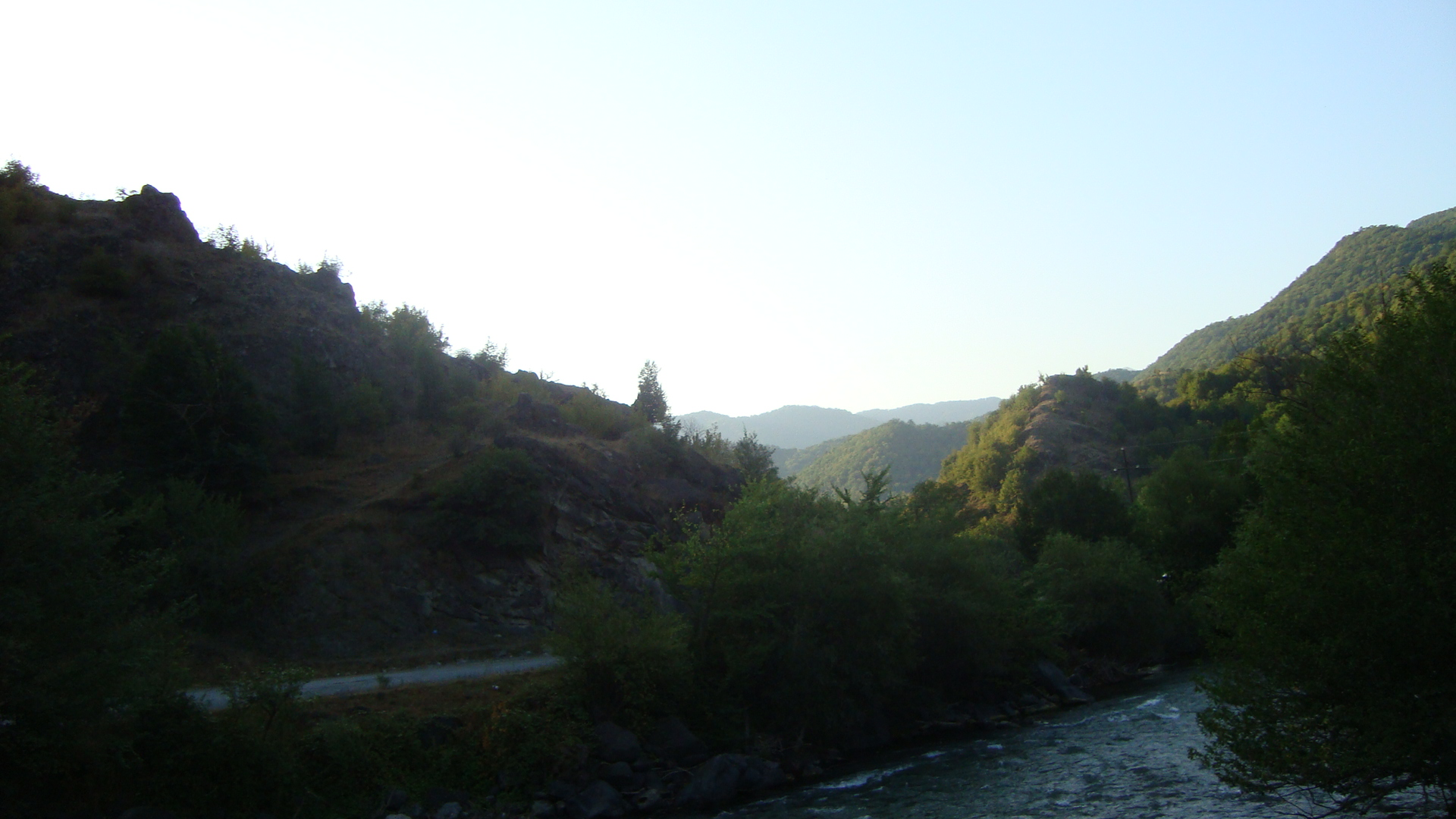
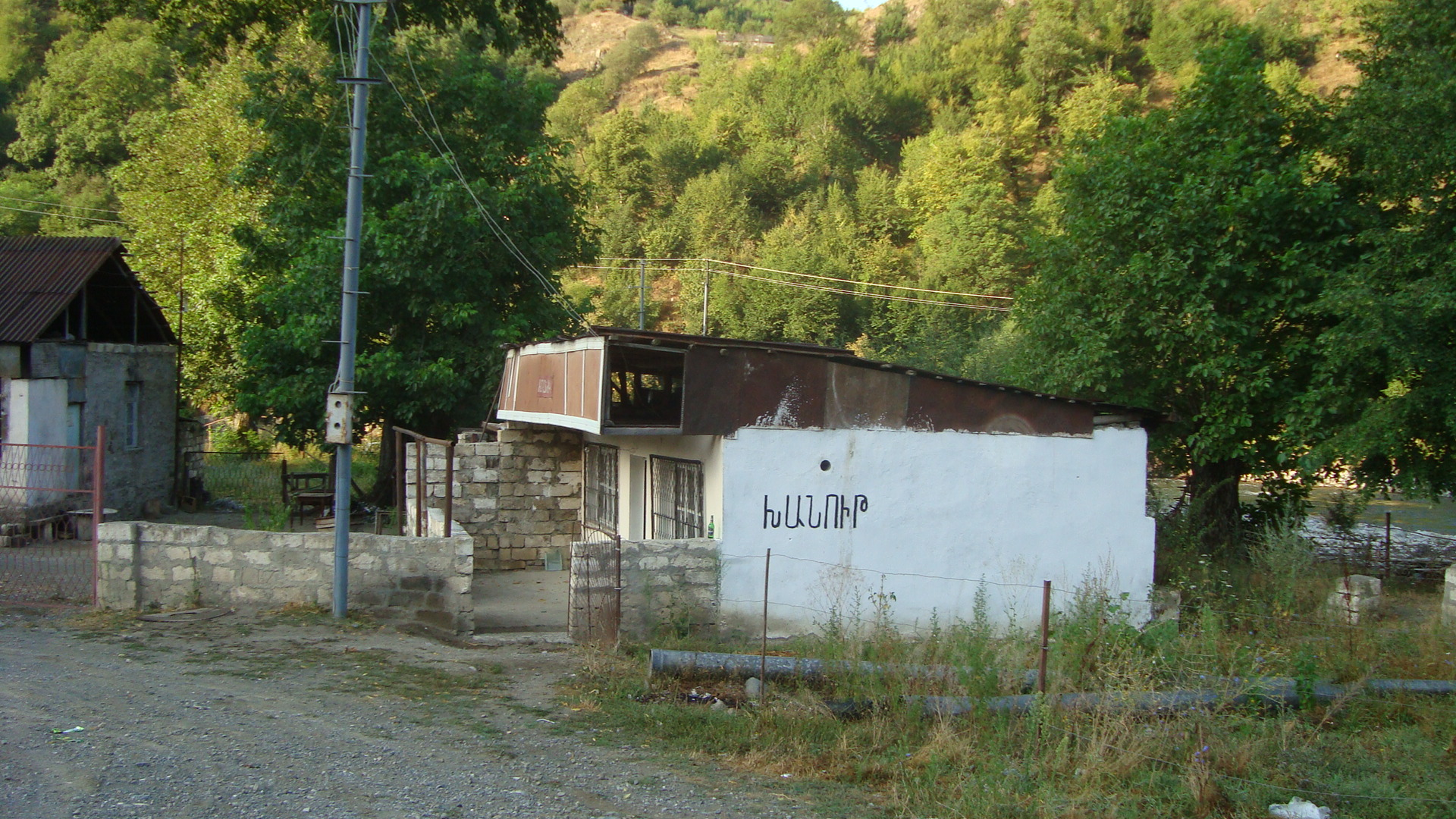